# Růžová hora
Růžová hora är ett berg i Tjeckien.   Det ligger i regionen Hradec Králové, i den norra delen av landet, 120 km nordost om huvudstaden Prag. Toppen på Růžová hora är 1 396 meter över havet. Růžová hora ingår i Zlaté návrší.
Terrängen runt Růžová hora är huvudsakligen kuperad, men åt nordost är den bergig.Runt Růžová hora är det ganska tätbefolkat, med 58 invånare per kvadratkilometer. Närmaste större samhälle är Vrchlabí, 13,9 km sydväst om Růžová hora. I omgivningarna runt Růžová hora växer i huvudsak blandskog.